# Kastanjekronad piha
Kastanjekronad piha (Lipaugus weberi) är en akut utrotningshotad fågel i familjen kotingor inom ordningen tättingar. Den är endemisk för Colombia.

## Utseende och läten
Kastanjekronad piha är en 24 cm lång, i stort sett enhetligt grå fågel bortsett från en kastanjebrun hjässa och kanelfärgade undre stjärttäckare. Näbben är svart och runt ögat syns en tydlig, gul ögonring. Ungfåglar har rostkantade vingpennor och större täckare. Arten liknar mest gråpihan, men denna är större med grå hjässa och saknar den gula ögonringen. Lätet beskrivs som ett högljutt, genomträngande "sreeck".

## Utbredning och status
Fågeln förekommer i nordsluttningar på Cordillera Central i Anderna i Colombia. IUCN kategoriserar arten som akut hotad.

## Namn
Fågelns vetenskapliga artnamn hedrar den colombianske ornitologen Walter H. Weber.